# Liste der Denkmäler des Deutsch-Französischen Krieges im Bodenseekreis
Diese Liste gibt einen Überblick über Gedenkstätten im Bodenseekreis, die sich schwerpunktmäßig der Geschichte des Deutsch-Französischen Krieges von 1870/71 widmen.

## Liste
| Bild | Ort                    | Ortsteil               | Lage                                                  | Beschreibung |
| --- | ---------------------- | ---------------------- | ----------------------------------------------------- | --- |
| Bild gesucht Die Wikipedia wünscht sich an dieser Stelle ein Bild vom Ort mit diesen Koordinaten 47.73048 9.34666 . Motiv: Kriegerdenkmal Bermatingen Falls du dabei helfen möchtest, erklärt die Anleitung , wie das geht. BW      | Bermatingen            | Bermatingen            | an der Schule 47° 43′ 50″ N, 9° 20′ 48″ O             | Das Kriegerdenkmal ist ein Findling mit Inschriftentafel, gekrönt durch einen Adler. |
| | Eriskirch              | Eriskirch              | in der Pfarrkirche 47° 37′ 40″ N, 9° 31′ 52″ O        | In der Pfarrkirche befindet sich eine Gedenktafel. |
| | Immenstaad am Bodensee | Immenstaad am Bodensee | bei der Kirche 47° 39′ 56″ N, 9° 21′ 48″ O            | Das Kriegerdenkmal ist ein hoher Obelisk auf rechteckigem Sockel. |
| | Kressbronn am Bodensee | Gattnau                | Friedhof 47° 35′ 59″ N, 9° 37′ 4″ O                   | Das Kriegerdenkmal ist ein Findling mit einer rundbogigen Tafel, die in Kunstvoller Gravur das Wappen des Königreichs Württemberg, umgeben von Kriegsgerät, Lorbeer und Fahnen, sowie die Namen der Kriegsopfer nennt. Das Denkmal steht unter Denkmalschutz, siehe Liste der Kulturdenkmale in Kressbronn am Bodensee. |
| Bild gesucht Die Wikipedia wünscht sich an dieser Stelle ein Bild vom Ort mit diesen Koordinaten 47.602636 9.535812 . Motiv: Gedenktafel Langenargen Falls du dabei helfen möchtest, erklärt die Anleitung , wie das geht. BW       | Langenargen            | Langenargen            | Friedhofskapelle 47° 36′ 9″ N, 9° 32′ 9″ O            | Außen an der Friedhofskapelle befindet sich eine Gedenktafel. |
| Bild gesucht Die Wikipedia wünscht sich an dieser Stelle ein Bild vom Ort mit diesen Koordinaten 47.723568 9.435328 . Motiv: Gedenktafel Hepbach Falls du dabei helfen möchtest, erklärt die Anleitung , wie das geht. BW           | Markdorf               | Hepbach                | an der Friedhofskapelle 47° 43′ 25″ N, 9° 26′ 7″ O    | An der Friedhofskapelle befindet sich eine Gedenktafel. |
| Bild gesucht Die Wikipedia wünscht sich an dieser Stelle ein Bild vom Ort mit diesen Koordinaten 47.672747 9.351686 . Motiv: Gedenktafel Kippenhausen Falls du dabei helfen möchtest, erklärt die Anleitung , wie das geht. BW      | Markdorf               | Kippenhausen           | Bei der Kirche 47° 40′ 22″ N, 9° 21′ 6″ O             | Bei der Kirche befindet sich eine Gedenktafel. |
| | Meersburg              | Meersburg              | Friedhof 47° 41′ 45″ N, 9° 16′ 46″ O                  | Auf dem Friedhof befindet sich eine Gedenktafel für ein Kriegsopfer. |
| Bild gesucht Die Wikipedia wünscht sich an dieser Stelle ein Bild vom Ort mit diesen Koordinaten 47.763042 9.28932 . Motiv: Gefallenendenkmal Mimmenhausen Falls du dabei helfen möchtest, erklärt die Anleitung , wie das geht. BW | Salem                  | Mimmenhausen           | Vor dem Friedhof 47° 45′ 47″ N, 9° 17′ 22″ O          | Das dreiteiliges Denkmal in U-Form zeigt am mittleren Teil oben Steinplastik „Soldat“. Eine Inschrift erinnert auch an die Gefallenen des Krieges 1870/71 |
| | Salem                  | Neufrach               | Gegenüber dem Rathaus 47° 45′ 34″ N, 9° 18′ 44″ O     | Das Kriegerdenkmal ist ein Findling, gekrönt von einem Adler. |
| | Salem                  | Schloss Salem          | Gegenüber dem Rathaus 47° 46′ 39″ N, 9° 16′ 39″ O     | Das Kriegerdenkmal ist ein Findling mit Eisernem Kreuz. |
| Weitere Bilder | Tettnang               | Tettnang               | an der St. Georgs-Kapelle 47° 40′ 14″ N, 9° 35′ 10″ O | Das Kriegerdenkmal ist ein Obelisk, gekrönt mit einem Adler. |
| Bild gesucht Die Wikipedia wünscht sich an dieser Stelle ein Bild vom Ort mit diesen Koordinaten 47.829006 9.09537 . Motiv: Kriegerdenkmal Bonndorf Falls du dabei helfen möchtest, erklärt die Anleitung , wie das geht. BW        | Überlingen             | Bonndorf               | bei der Kirche 47° 49′ 44″ N, 9° 5′ 43″ O             | Das Kriegerdenkmal ist Obeliskstummel auf rechteckigem Sockel gekrönt von einem vergoldeten Adler. |